# Etheostoma chienense
Etheostoma chienense és una espècie de peix de la família dels pèrcids i de l'ordre dels perciformes.

## Morfologia
Els mascles poden assolir els 7,1 cm de longitud total.

## Hàbitat
És una espècie d'aigua dolça i bentopelàgica.

## Distribució geogràfica
Es troba a Nord-amèrica: Kentucky.